# Calle de Arana
La calle de Arana es una vía pública de la ciudad española de Vitoria.

## Descripción

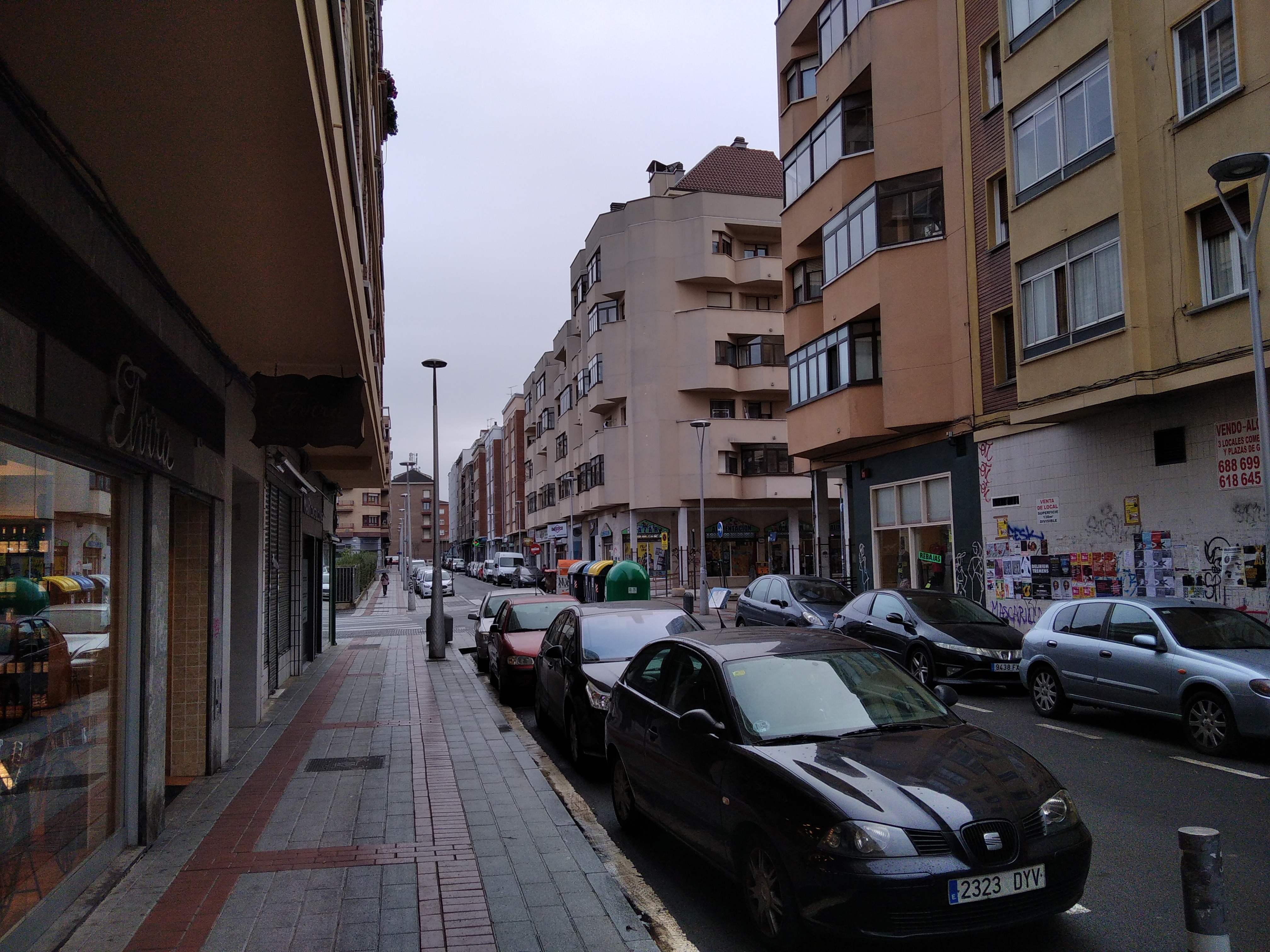
La vía, a la altura del cruce con la calle de Palencia

La calle, que recibió el título actual en 1887, nace de la de Francia, donde conecta con la de San Ildefonso, y llega hasta la plaza de las Provincias Vascongadas. Tiene cruces con las calles de Pedro Orbea, de los Herrán, de José Mardones, de Palencia y de Amizkarra. Aparece descrita en la Guía de Vitoria (1901) de José Colá y Goiti con las siguientes palabras:

Calle de Arana.—Nombre primitivo. Se le dió este título en 12 de octubre de 1887. Principia en la calle de Francia y concluye en la vía del ferrocarril Anglo-Vasco-Navarro.
(Colá y Goiti, 1901, p. 24)

Se conoció primitivamente como «camino de Arana», por conducir al Valle de Arana, y, entre 1931 y 1936, como «calle de Sabino Arana», por Sabino Arana Goiri (1865-1903), político fundador del Partido Nacionalista Vasco. La ampliación del último tramo, que llega prácticamente hasta la avenida de Judimendi, data de 1947.